# Парк Якутова
Парк культуры и отдыха им. Ивана Якутова — парк культуры и отдыха в Уфе.

## История парка

Бухартовский Генрих Генрихович (второй слева)

В XIX в. граница Уфы проходила по Богородской улице (ныне Революционной), застроенной только с одной стороны. Далее до Солдатского озера пролегало незаселенное пространство, после озера начиналась Северная слобода, в которой проживали рабочие железнодорожных мастерских, речники и зажиточные купцы. Южнее Солдатского озера стояла церковь Иоанна Предтечи, за которой находилось Иоанно-Предтеченское, или просто Ивановское, кладбище. Это кладбище, которое было заложено в 1824 году, в начале XX в. занимало половину территории нынешнего парка и было закрыто в 1898 г. решением Уфимской Городской думы (однако на нём хоронили вплоть до 1906 г.). Впервые идея о создании парка возникла у уфимского полицмейстера Генриха Генриховича Бухартовского весной 1903 г. Он обратился в уездный комитет попечительства о народной трезвости с вопросом о создании сквера для народных гуляний между садом кладбищенской церкви Иоанна Предтечи и Солдатским озером. Уездный комитет подал прошение о выделении места для сквера в Городскую Думу.
По итогам заседания 11 ноября 1903 года по вопросу «Об уступке Попечительству о народной трезвости места за Иоанно-Предтеченским кладбищем под разведение сквера» Уфимская Городская Дума выделила место для сквера на изрытом безлесном пустыре между Центральной (ныне — улица Ленина) и Александровской (ныне — Карла Маркса) улицами, и ассигновала на эти цели тысячу рублей.
22 марта 1904 г. исполнительная комиссия приняла для устройства парка территорию: по Центральной улице — 50 саженей, по Александровской — 90 саженей, со стороны озера — 185 саженей и с четвертой стороны — во всю длину сада Ивановской церкви. Солдатское озеро поначалу оставалось вне территории парка.
Уже у июлю 1904 г. была установлена ограда парка, разбиты аллеи, поставлены парники и оранжереи, установлены скамейки. В центре парка частным предпринимателем, пожелавшим остаться инкогнито, был поставлен «абиссинский колодец» для питьевой воды. В августе было принято решение о снабжении парка питьевой водой из городского водопровода. 16 сентября было назначено молебствие по случаю насаждения деревьев — быстрорастущих тополей, выписанных из пензенского училища садоводства и посаженных на центральных и боковых аллеях. К каждому дереву прибили дощечку с указанием времени посадки и фамилии лица, посадившего его. Вдоль малых аллей посадили березы и липы, приобретённые у крестьян ближайших к Уфе селений.
В 1907 г. рядом с парком со стороны Центральной улицы было построено двухэтажное здание с пожарной каланчой, которая существует и поныне. Из пожарной части Уфимского вольно-пожарного общества был набран духовой оркестр, который начал выступать в парке уже осенью.
В 1912 году 29 и 30 августа в парке состоялись первые футбольные матчи в г. Уфа. Встречались команды общества физического воспитания г. Уфа и Самарского речного яхт-клуба. 
В 1918 г. сад, до того именовавшийся «Сад общества трезвости», получил своё нынешнее название в честь Ивана Степановича Якутова, революционера 1905 г. и первого председателя Уфимского городского совета. В апреле-мае 1918 года здесь были похоронены рабочие-железнодорожники и красногвардейцы, погибшие в боях против белогвардейского атамана Дутова.
С установлением Советской власти Иоанно-Предтеченское кладбище начали постепенно уничтожать, окончательно сровняв его с землёй в пятидесятых годах. В тридцатых годах была снесена церковь на территории сада. В 1932 г. было расчищено Солдатское озеро, на котором организовали катание уфимцев на лодках.
13 мая 1936 года состоялось заседание президиума Уфимского Городского совета, на котором было издано постановление создать детский парк, в который передать сад имени И. Якутова, стадион, озеро и всю территорию кладбища. В 1939 году Архитектурно-планировочная мастерская г. Уфы завершила «Генпроект Детского парка им. И. Якутова в г. Уфе». Был построен Дом Пионеров для детских кружков.
В годы Великой Отечественной войны на территории, прилегающей к парку, располагался госпиталь.
В 1952 году был открыт бюст Якутову работы Тамары Нечаевой, потом в связи с расширением парка он оказался в его центре. Позднее его переместили ко входу со стороный улицы Ленина, а несколько лет назад он оказался на одной из аллей.
10 мая 1953 года открылась детская железная дорога (действует и в настоящее время).
В 1967 году открыт мемориальный комплекс, посвящённый памяти борцов за победу Советской власти, захороненных здесь в 1918 году.
В 1978 году построен крытый теннисный корт, на базе которого начала действовать спортивная детско-юношеская школа олимпийского резерва по теннису, потеснившая существовавшее рядом с кортом футбольное поле.
В 1985—1988 годах парк подвергся реконструкции, был выстроен павильон игровых автоматов.
В 1989 году парк был включён в перечень парков-памятников Культуры.
1 сентября 1998 года был открыт детский городок ГАИ.
В 2003—2004 гг. в парке прошла новая волна реконструкций, установлены новые аттракционы, на берегу озера был построен ресторан (второй в парке). После произошедших реконструкций парк, изначально создававшийся и именовавшийся как детский, сильно ужал детское пространство и потерял это слово в своем наименовании.

## Достопримечательности парка

### Солдатское озеро
Украшением парка является Солдатское озеро, расположенное в его северной части. Неоднократно мелевшее, пересыхавшее и зараставшее кустарником и травой, теперь оно полноводно и ухожено, постоянно очищается от мусора и водорослей. На его берегу работает лодочная станция (лодки и катамараны), действует фонтан, построен ресторан . Появилось новое детское развлечение - водные шары. На озере живут утки, чайки. Также неподалёку находился госпиталь.

### Детская железная дорога
Детскую железную дорогу руководство Уфимской железной дороги приняло решение построить в Уфе в 1952 г. Постановление № 782 от 28.11.52 г. Главного управления капитального строительства МПС СССР дало ход строительству дороги в городском детском парке им. И. С. Якутова в г. Уфе.
Строительство дороги, представлявшей собой «восьмёрку» с колеёй 750 мм и общей длиной 2 км, началось в том же году.
Впервые поезд «Пионер Башкирии» от перрона деревянной станции «Пионерская» был пущен 10 мая 1953 г. За годы службы менялись поезда и вагоны. В 1985—1986 гг. реконструкция затронула и железнодорожные пути, которые стали кольцевыми.
Сейчас железные узкоколейные рельсы по периметру опоясывают парк, являясь как бы его границей. На этой железной дороге работают юные железнодорожники. Длина железнодорожных путей составляет 1,8 км, работают тепловозы ТУ10-010, ТУ7А-3357 (ранее работал ТУ2-104, ныне выставленный в качестве памятника). По рельсам ездят 3 пассажирских вагона Камбарского машиностроительного завода. Станция «Пионерская» в 1996—1997 гг. стала каменной и получила название «Юность». Другая станция называется «Приозёрная».
Поезд «Пионер Башкортостана» ходит с мая по сентябрь и выполняет 14 рейсов в день, перевозя в год до 20 тысяч пассажиров.

## Парк сегодня
ООО «Парк им. И. Якутова» вошел в десятку лучших парков России в 2004 г., и был награждён Дипломом Всероссийского смотра-конкурса, получив приз — «Хрустальное колесо».
На территории парка постоянно проходят народные гуляния, посвящённые различным праздникам: Дню Победы, Дню защиты детей.

## Галерея

Западные ворота парка
Солдатское озеро
Мемориал павшим в Гражданской войне
Памятник Ивану Якутову
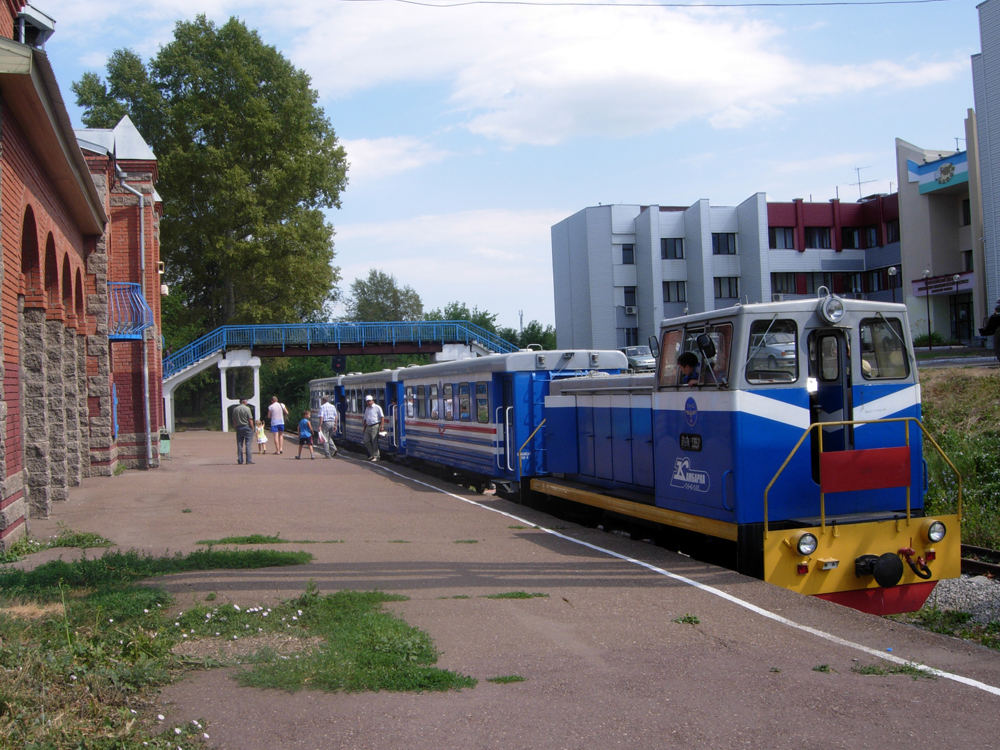
Поезд «Пионер Башкирии» на станции «Юность»
Братская могила красноармейцев (стела)
Братская могила красноармейцев (рельеф)